# Theodor Krüger (Architekt, 1852)

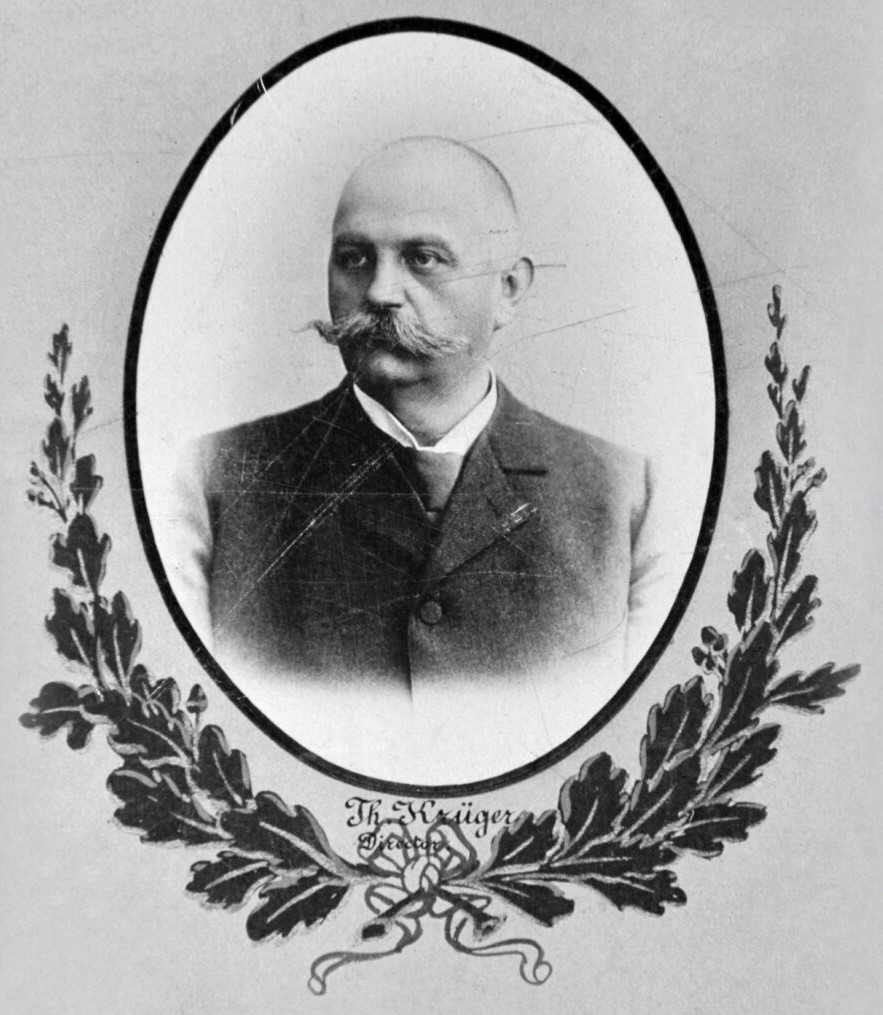
Brustbild Theodor Krügers mit Eichenlaub, um 1900;
ÜSTRA-Archiv

Theodor Krüger (* 23. Mai oder 25. Mai 1852 in Northeim; † 17. August 1926 in Bückeburg) war ein deutscher Architekt und kommunaler Baubeamter, Direktor der Straßenbahn Hannover AG und Betriebsleiter der Bad Eilsener Kleinbahn.

## Werdegang
Krüger ging anfangs in Northeim, anschließend in Hildesheim zur Schule. Er studierte an der Polytechnischen Schule Hannover unter der Matrikelnummer 4720 als Schüler von Conrad Wilhelm Hase.
Anschließend war er als Bauführer in Schlesien und Berlin tätig, bevor er zeitweilig in New York arbeitete und später als Stadtbaumeister in Peine. Von 1887 bis 1892 wirkte er in der Stadt Linden, wo er mit einem Bebauungsplan die Fluchtlinienpläne einführte. 1888 wurde Krüger Leiter des neu gegründeten Lindener Stadtbauamts sowie Bürgervorsteher. 1889 entwarf er die Festdekoration zum Besuch von Kaiser Wilhelm II.
Noch zur Lindener Amtszeit übernahm 1891 Georg Fröhlich die Nachfolge Krügers in Linden.
Nach Gründung der Straßenbahn Hannover im Juni 1892 (heute üstra Hannoversche Verkehrsbetriebe) wählte der Aufsichtsrat Theodor Krüger zum alleinigen Vorstand (Direktor). Er plante die Elektrifizierung des Pferdebahnbetriebs, die Ausweitung des Schienennetzes, die Ergänzung des Personenverkehrs durch Güterverkehr und Stromerzeugung. Die Stadtverwaltung konnte sich mit Oberleitungen nicht anfreunden. Schleifgeräusche und Funkensprühen machten die Pferde scheu. Krüger konnte jedoch den Magistrat überzeugen, die Außenstrecken mit Oberleitungen zu versehen, und am 19. Mai 1893 startete die erste Linie mit Oberleitungsbetrieb zwischen Königsworther Platz und Herrenhäuser Gärten. In der Innenstadt fuhren die Bahnen bis 1903 mit Akkumulatorenantrieb.
Unter Krüger wurde der Personen- und der Güterstraßenbahnverkehr bis 1902 so weit ausgebaut, dass Hannover mit 292 Kilometer Streckenlänge das größte Überlandstraßenbahnnetz in Deutschland hatte. Gleichzeitig verknüpfte er dabei die ab 1893 mit der Elektrifizierung entstandenen Kraftwerke in Hannover und Umgebung mit den umliegenden Dörfern und Städten. Offenbar blieben die erhofften Erträge infolge zu schnellen Ausbaus des Netzes aber hinter den Erwartungen zurück. Nach Streiks der Straßenbahner und Differenzen mit dem Magistrat schied Krüger dann 1902 erst aus dem Bürgervorsteherkollegium aus, 1903 auch aus dem Amt des Straßenbahndirektors.
Krüger zog nach Berlin, später nach Bückeburg. Er wurde Betriebsleiter der Bad Eilsener Kleinbahn, die er ebenfalls elektrifizierte und modernisierte.

## Theodor-Krüger-Straße

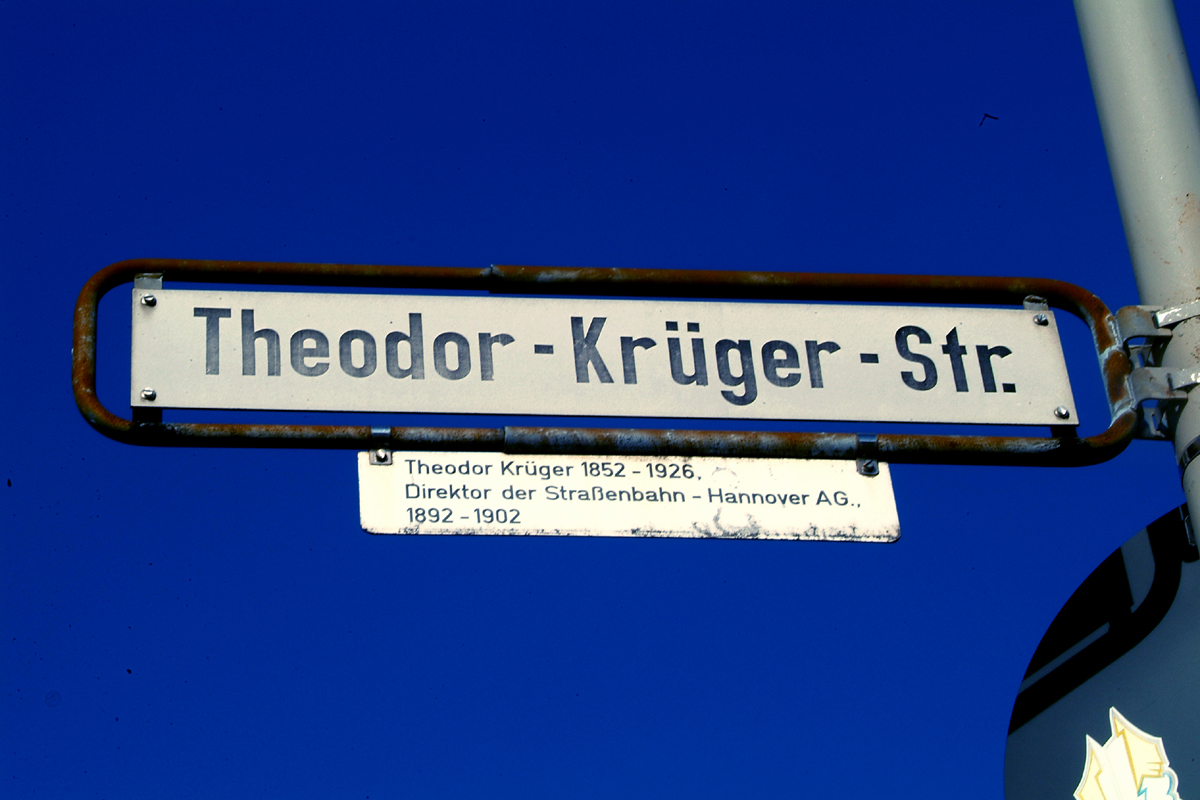
Straßenschild der Theodor-Krüger-Straße in Hannover mit Legendentafel

- 1948 wurde ein Teil der Glockseestraße in der Calenberger Neustadt nach Krüger umbenannt.[1]

## Archivalien
Archivalien von und über Theodor Krüger finden sich beispielsweise
- im Niedersächsischen Landesarchiv (Abteilung Bückeburg) unter der Signatur K 55, Nummer 243: Einstellung des Straßenbahndirektors und Stadtbaumeisters a. D. Theodor Krüger als technischer Berater und Betriebsleiter sowie Erstellung eines Gutachtens über die Geschäftsführung der Bad Eilsener Kleinbahn GmbH durch Krüger (1920–1926)[4]